# تفجير القنصلية التركية في ملبورن 1986
كان تفجير القنصلية التركية في ملبورن محاولة وقعت في 23 نوفمبر 1986 لتفجير القنصلية التركية بملبورن في فيكتوريا في أستراليا. لقد انفجرت سيارة مفخخة في موقفٍ للسيارات في الطابق السفلي مما أدى إلى مقتل هاكوب ليفونيان، أحد المفجرين، الذي كان عضوًا في الاتحاد الثوري الأرمني.

## الخلفية
يعد هذا ثاني هجوم أرمني على دبلوماسيين ووكالات تركية في أستراليا. ففي عام 1980، وفي مثال محلي لحملة دولية أوسع بكثير، قتل اثنين من المسؤولين الأتراك هما القنصل العام التركي في سيدني، شاريك أرياك، وحارسه الشخصي البالغ من العمر 28 عامًا. أعلنت كوماندوز العدالة للإبادة الجماعية الأرمنية مسؤوليتها عن الاغتيال، ومع أن السفارة التركية عرضت مكافأة بقيمة 250 ألف دولار، لم توجه أي تهم وظل قتلتهم طلقاء. وقالت الشرطة إن الهجوم كان نتيجة «كراهية طويلة الأمد للشعب التركي». وفي السبعينيات والثمانينيات من القرن الماضي، اعتُبر الدبلوماسيون الأتراك ثاني أكبر خطر أمني في العالم بعد الأمريكيين. وحتى عام 1986، قتل 42 دبلوماسيًا تركيًا على أيدي مسلحين.
في 12 يوليو 1983، اعترضت منظمة الاستخبارات الأمنية الأسترالية عضو كوماندوز العدالة للإبادة الجماعية الأرمنية، كريكور كفيريان ومعه أربع مسدسات في أمتعته عند عودته من لوس أنجلوس. وفي 14 يوليو، أفاد أرمني آخر هو أغوب ماغارديتش، بعد شعوره بالذعر على ما يبدو عقب سماعه خبر اعتقال كيفيريان، عن وجود أسلحة في شحنة أثاث وأغراض شخصية في طريقها إليه من لوس أنجلوس. تم اعتراض الشحنة وعثر على مسدس رشاش وخمس مسدسات وذخيرة، مع معلومات عن كيفية تنفيذ عملية اغتيال. تعتقد منظمة الاستخبارات الأمنية الأسترالية أن هذا أخّر هجوم القنصلية لمدة ثلاث سنوات.
كانت الشرطة الفدرالية تضع القنصلية، في الطابق الأول، تحت مراقبة لمدة 24 ساعة منذ اغتيال القنصل التركي عام 1980، ولكن تم سحب الحارس في عام 1985.

## الهجوم
في عام 1986 دُمرت القنصلية التركية في 44 شارع كارولين في جنوب يارا بسبب انفجار سيارة مفخخة. وقع الانفجار الساعة 2:16 صباحًا بتوقيت ملبورن. لقي رجل يدعى هاكوب ليفونيان مصرعه في الانفجار الذي وقع قبل الأوان بينما كان يقوم بتفجير السيارة المفخخة حينما كان ليفون ديميريان ينتظر في سيارة مجاورة. تم العثور على جثة ليفونيان «متناثرة في مئات الأشلاء». كان الرجال أعضاءً في جماعة تعرف باسم الاتحاد الثوري الأرمني وخططوا للتفجير كاحتجاج سياسي، انتقامٍا من الإبادة الجماعية للأرمن عام 1915 في تركيا.
ألحق الجهاز الذي يبلغ وزنه 4 كيلوغرام (8.8 رطل) أضرارًا جسيمةً بالمبنى المكون من خمسة طوابق حيث كانت القنصلية واحدة من عدة مستأجرين، وقد أحدثت حفرة في الجدار الخرساني المسلح وتسببت في إصابة المباني المجاورة بكرة نارية شديدة، مما أدى إلى إتلاف حوالي 20 مبنى في طريق التسوق الحصري والطريق السكني بمنطقة جنوب يارا العصرية. وفي غضون دقائق من انفجار القنبلة، كانت الشرطة وخدمات الطوارئ في الموقع، حيث قامت بإخلاء المنطقة حتى 100 متر (330 قدم) من موقع القنبلة، بما في ذلك النساء المسنات من منزل أرامل الحرب. تمت السيطرة على تسرب الغاز من مبنى القنصلية، وقد تصدى 70 من رجال الإطفاء للحرائق التي اندلعت في المتاجر والمكاتب. قالت الشرطة أن طالبة تبلغ من العمر 22 عاما كانت تدرس في الطابق الثالث من المبنى عندما انفجرت القنبلة نجت من إصابة خطيرة لأنها سحبت الستائر الثقيلة التي حمتها من الإنفجار. كان لديها خدوش طفيفة فقط، وعولجت من الصدمة من قبل ضباط الإسعاف.
وفي مكالمة هاتفية مع وكالة الأنباء الفرنسية في سيدني، حذر متصل مجهول في لهجة شديدة من المزيد من العنف بعد قراءة قائمة المظالم ضد تركيا، وقال «سيكون هناك المزيد». أعلنت «الجبهة اليونانية - البلغارية - الأرمينية» المسؤولية التي لم تكن معروفة من قبل المسؤولية عن الهجوم، ولكن يُعتقد أن فريق التنسيق المشترك كان وراء هذا الهجوم.
وفي كانبرا، قال وزير الخارجية بيل هايدن إن الحكومة ستراجع آجراءات الأمن الدبلوماسي بعد التفجير. كما أدان التفجير «بأشد العبارات الممكنة»، وقال إن أسف أستراليا على الحادث قد أُبلغ للحكومة التركية، وقال «إن أستراليا لن تتسامح مع الأعمال الإرهابية أينما وقعت». قال وزير الدولة للشرطة وخدمات الطوارئ، رايس ماثيوز، إن هناك مخاوف من أن فيكتوريا أصبحت جزءً من دائرة الإرهاب الدولي. تم تشكيل قوة عمل خاصة تضم أكثر من 20 شرطيًا للتحقيق في التفجير.

## المحاكمة والعقوبة
اتهم ليفون دميريان، وهو صاحب مطعم أرمني أسترالي في ضاحية سيدني Epping، بقتل هاكوب ليفونيان من ضاحية ويلوبي في سيدني. كما اتُهم بالتآمر مع ليفونيان لارتكاب فعل غير قانوني باستخدام جهاز متفجر كان من شأنه أن يتسبب عن عمد وبدون عذر قانوني في إلحاق الضرر بمبنى وأن يعرّض حياة الآخرين للخطر. عندما تم تفتيش منزل دميريان عثرت الشرطة على دفتر ملاحظات يحتوي على أسماء وعناوين وتحركات موظفي السفارة التركية، بالإضافة إلى كتب ورسوم بيانية على الأجهزة الإلكترونية والدوائر. زعمت الشرطة أنها عثرت أيضًا على 174 قطعة من الجلينيت في المطعم الذي كان يعمل فيه دميريان. تم العثور على النسخة الأصلية من إيصال على جزء من جثة الرجل الذي قتل في الانفجار.
أبلغ المدعي العام ديكسون هيئة المحلفين أن المتهم وشريكه سافرَا من سيدني لزرع القنبلة. كان القصد أن تنفجر القنبلة صباح الاثنين عندما وصل الناس للعمل، وبحلول ذلك الوقت كان سيعود الرجلين إلى سيدني. تعتقد الشرطة أن عدد القتلى كان سيكون أكثر إذا انفجرت القنبلة أثناء الليل على النحو المطلوب.
اعترف ديميريان بأنه كان في ملبورن وقت الانفجار واعترف بشراء تورانا الأبيض التي استخدمت لوضع القنبلة تحت القنصلية قبل ساعات فقط من الانفجار.
لم يكن تفجير القنصلية هو المرة الأولى التي يلفت فيها ديميريان نظر المحققين، فقد تم استجوابه عام 1980 حول اغتيال القنصل التركي العام ساريك أرياك وحارسه الشخصي في سيدني اللذين لقيا حتفهما بعد وابل من رصاصات مدفع رشاش أطلقها ركاب المقعد الخلفي من دراجة نارية.
بعد خمس ساعات من المداولات، وجدت هيئة المحلفين في المحكمة العليا أن ديميريان مذنب في كل من تهم القتل والتآمر. في 27 نوفمبر 1987، حُكم على دميريان بالسجن المؤبد لمدة لا تقل عن 25 سنة، والتي يجب أن تكون كاملةً بموجب قانون ولاية فيكتوريا. كما حكم عليه القاضي كاي بالسجن لمدة 10 سنوات بتهمة التآمر وأمر بقضاء عقوبة السجن المؤبد بتهمة القتل العمد. تم رفض الإفراج عنه بكفالة لأنه كان يُخشى مغادرته ديميريان البلاد إذا تم الإفراج عنه بكفالة. كان يحمل في وقت اعتقاله تذكرة طيران إلى بيروت.
ثم بدأ ديميريان عقوبة بالسجن لمدة 25 سنة كحد أدنى باعتباره السجين الأمني الأول في البلاد الأكثر خطورة لتدبيره تفجير القنصلية التركية بسيارة مفخخة في ملبورن عام 1986. بعد الاستئناف أمام المحكمة العليا، أُلغيت الإدانة بالقتل وقضى 10 سنوات. اعتبارًا من 2006 عاش ديميريان في سيدني.

## روابط خارجية
- المحكمة العليا في فيكتوريا. R v Demirian [1989 ] VicRp 10 ؛ [1989 ] VR 97 (3 يونيو 1988)
- محققو الطب الشرعي. تفجير القنصلية التركية. S03 E04